# Bouillé-Loretz
Bouillé-Loretz ist eine Commune déléguée in der französischen Gemeinde Loretz-d’Argenton mit 1.003 Einwohnern (Stand: 1. Januar 2022) im Département Deux-Sèvres in der Region Nouvelle-Aquitaine. Die Einwohner werden Bouillavins genannt.
Die Gemeinde Bouillé-Loretz wurde am 1. Januar 2019 mit Argenton-l’Église zur Commune nouvelle Loretz-d’Argenton zusammengeschlossen. Sie hat seither den Status einer Commune déléguée. Die Gemeinde Bouillé-Loretz gehörte zum Arrondissement Bressuire und zum Kanton Le Val de Thouet.

## Lage
Bouillé-Loretz liegt etwa 28 Kilometer nordöstlich von Bressuire am Fluss Argenton, der die Gemeinde im Osten begrenzt. Umgeben wird Bouillé-Loretz von den Ortschaften Saint-Macaire-du-Bois im Norden, Le Puy-Notre-Dame im Nordosten, Saint-Martin-de-Sanzay im Osten und Südosten, Argenton-l’Église im Süden, Bouillé-Saint-Paul im Süden und Südwesten, Cersay im Südwesten und Westen sowie Nueil-sur-Layon im Nordwesten.

## Bevölkerungsentwicklung
| Jahr                       | 1962  | 1968  | 1975  | 1982  | 1990  | 1999  | 2006  | 2013  |
| Einwohner                  | 1.421 | 1.401 | 1.355 | 1.275 | 1.130 | 1.060 | 1.051 | 1.062 |
| Quellen: Cassini und INSEE |       |       |       |       |       |       |       |       |

## Sehenswürdigkeiten
- Kirche Saint-Pierre-ès-Liens aus dem 13. Jahrhundert, spätere Umbauten
- Pfarrhaus
- Kapelle von Beaumont
- Schloss Ferrières
- Mühle Les Roches

## Weinbau
Der Ort liegt im Weinbaugebiet Anjou.